# Автомагістраль A7 (Нідерланди)
Автомагістраль A7 — це автомагістраль у Нідерландах, що з'єднує Зандам через Афслютдейк, Снек і Гронінген до кордону з Німеччиною біля Бад-Ньйвешанса. Вся дорога є частиною європейського маршруту E22, за винятком першого кілометра між кінцевою станцією в Зандамі та розв'язкою Зандам. Загальна довжина 236 км.

## Перебої на автомагістралях
Автомагістраль A7 переривається двічі:
- Навколо Сніка дорога на кілька кілометрів перетворена на шосе та включає в себе кілька перехресть. У 2008–2010 роках перехрестя було замінено на перехрестя з роздільними рівнями. Однак це не автомагістраль.
- Крім того, навколо міста Гронінген вона переходить у шосе протягом кількох кілометрів, головним чином для проходу перехрестя з автострадою A28, а також для перетину міста загалом.

Обидві вищезазначені ділянки позначаються як N7, щоб відрізнити ці частини від автомагістралі, для якої в Нідерландах використовується позначення А. A7 разом з N7 називається Rijksweg 7.

## Експеримент з обмеженням швидкості
З березня 2011 року на ділянці автомагістралі А7 автомобілістам дозволили їздити на 130 км, на відміну від тодішнього національного обмеження швидкості 120 км. Це було державне випробування, щоб дослідити, чи впливає водіння на таких високих швидкостях на довкілля та безпеку. Перевірка дала позитивний результат, і національне обмеження швидкості було підвищено до 130 км у жовтні 2012 року.

## Афслютдейк
A7 пролягає через історичну частину голландського будівництва, Афслютдейк. Ця дамба спочатку була створена для захисту довгої внутрішньої берегової лінії країни від повеней шляхом створення великого прісноводного озера. Дорога через Афслютдейк раніше була 2-смуговою дорогою N, але тепер це справжня автомагістраль. Модернізація до автомагістралі була досягнута шляхом використання невикористаної залізничної резервації дамби для другої проїжджої частини. Її середня точка знаходиться біля села Брізанддейк. Колишній держсекретар з питань інфраструктури та навколишнього середовища Йооп Атсма опублікував заяву, в якій детально описав фактори, що вплинули на рішення про будівництво нової навігації на ділянці Афслютдейк A7 у Корнвердерзанді. Навігація та нові шлюзи коштували 200–450 мільйонів євро залежно від розміру шлюзів та розміру шосе. Навігаційна труба дасть річну вигоду від часу очікування для дорожнього руху в розмірі 13 мільйонів євро, виходячи з того, що існуючий міст відкривається 7000 разів на рік. Було розглянуто аналіз витрат і вигод усіх потенційних рішень, і можна було б побудувати навігатор для заміни замків, коли вони досягнуть кінця свого терміну служби в 2050 році.